# Феллини, Федерико
Федери́ко Фелли́ни (итал. Federico Fellini; 20 января 1920[…], Римини, Эмилия-Романья — 31 октября 1993[…], Рим) — итальянский кинорежиссёр и сценарист. Лауреат четырёх премий «Оскар» и «Золотой пальмовой ветви» Каннского кинофестиваля.

## Биография

### Ранние годы

Семья Феллини

Федерико Феллини родился 20 января 1920 года в Римини. Его родители, Урбано Феллини (1894—1956) и Ида Барбиани (1896—1984), поженились в 1919 году. Затем они переехали в Римини, где отец стал работать коммивояжёром. После Федерико у супругов родилось ещё двое детей: Рикардо (1921—1991) и Мария Маддалена (1929—2004).
Федерико рос болезненным ребёнком. В детстве любил устраивать представления: изготавливал маски, разрисовывал кукол, шил костюмы. Большое впечатление на него произвёл приехавший на гастроли цирк.
Образование Федерико получил классическое, окончив монастырскую школу в Фао. В 1937 году переехал во Флоренцию, где учился на репортёра, подрабатывая карикатуристом в фирме «Фебо» своего приятеля Демоса Боннини. В 1939 году Феллини приехал в Рим. Жил недалеко от вокзала, в меблированных комнатах, соседствуя с торговцами-китайцами, ворами и проститутками. За свою худобу Федерико получил прозвище «Ганди». В это время он зарабатывал на жизнь рисунками для газет и журналов, писал тексты для варьете, рекламы и небольших радиопостановок.
С 1938 по 1942 год Феллини публикуется в именитом сатирическом журнале «Марк Аврелий». Около семисот его произведений увидели свет, прежде чем ему предложили писать сценарии.

### Военные годы
Чтобы уклониться от службы в армии, Федерико приходилось симулировать болезни.
В 1943 году на одном римском радио звучали передачи о жизни влюблённых — Чико и Полины, написанные Федерико Феллини. Вскоре ему предложили показать эти истории на экране, и Феллини взял на себя постановку. Одной из исполнительниц была Джульетта Мазина. Она и стала единственной женой Федерико Феллини. Он называл её своим главным источником вдохновения.
Через несколько недель после свадьбы Джульетта забеременела, но из-за случайного падения у неё случился выкидыш. В марте 1945 года у Феллини родился сын, который был назван в честь отца. Но маленький Федерико был очень слабым и через две недели после рождения умер. Больше детей у семьи Феллини не было.

### Творческие годы
Когда в Рим вошли союзные войска, Феллини со своим другом торговали в небольшой лавочке шаржами на победителей. Однажды к ним зашёл Роберто Росселлини. Он собирался снять короткометражку о доне Морозини — римском священнике, расстрелянном немцами. Феллини расширил тему и вместе с Серджо Амидеи и Роберто Росселлини написал сценарий к фильму «Рим — открытый город». Успех был грандиозный. Фильм положил начало неореализму. Федерико стал известным сценаристом. Феллини написал ещё несколько сценариев, например, к фильму Роберто Росселлини «Пайза». Также Феллини снимается в 1948 году у Росселлини в ленте «Любовь».
В 1950 году Федерико ставит свой первый фильм вместе с Альберто Латтуада под названием «Огни варьете». Феллини написал сценарий для нового фильма «Белый шейх» (1952), режиссёром которого должен был стать Антониони, но тот отказался снимать по такому сценарию. Поэтому Феллини снял фильм сам. Успеха этот фильм не имел, но следующие два — «Маменькины сынки» и «Любовь в городе» (оба — 1953 года) были приняты публикой и критиками теплее. «Маменькины сынки» получил премию «Серебряный лев» на Венецианском кинофестивале 1953 года и был номинирован на премию «Оскар» за лучший оригинальный сценарий.

#### «Дорога»

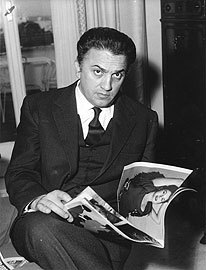

Ещё в 1949 году Федерико Феллини написал сценарий к фильму «Дорога», но никак не мог найти средства для съёмок. Наконец, когда продюсеры были найдены (ими оказались в будущем всемирно известные Дино Де Лаурентис и Карло Понти), Феллини начинает работу, с конца 1953 года до весны 1954 года, причём большую часть времени он снимал на природе. В главных ролях Федерико снял свою супругу Джульетту Мазину и актёра Энтони Куинна. После работы над этим фильмом у Федерико Феллини случился психический надлом, который сам режиссёр позже называл «Чернобыль души». Фильм имел большой успех и был удостоен более пятидесяти наград, в числе которых «Серебряный лев» на Венецианском кинофестивале и премия «Оскар» 1957 года за лучший иностранный фильм.
Удивительное по силе и талантливости произведение итальянского режиссёра знаменовало отход от реализма в сторону символической притчи; является безусловным кинематографическим шедевром и сегодня. Коммерческий успех фильма позволил супругам Феллини купить себе хорошую квартиру в Париоли, фешенебельном зелёном районе Рима.

#### «Ночи Кабирии»

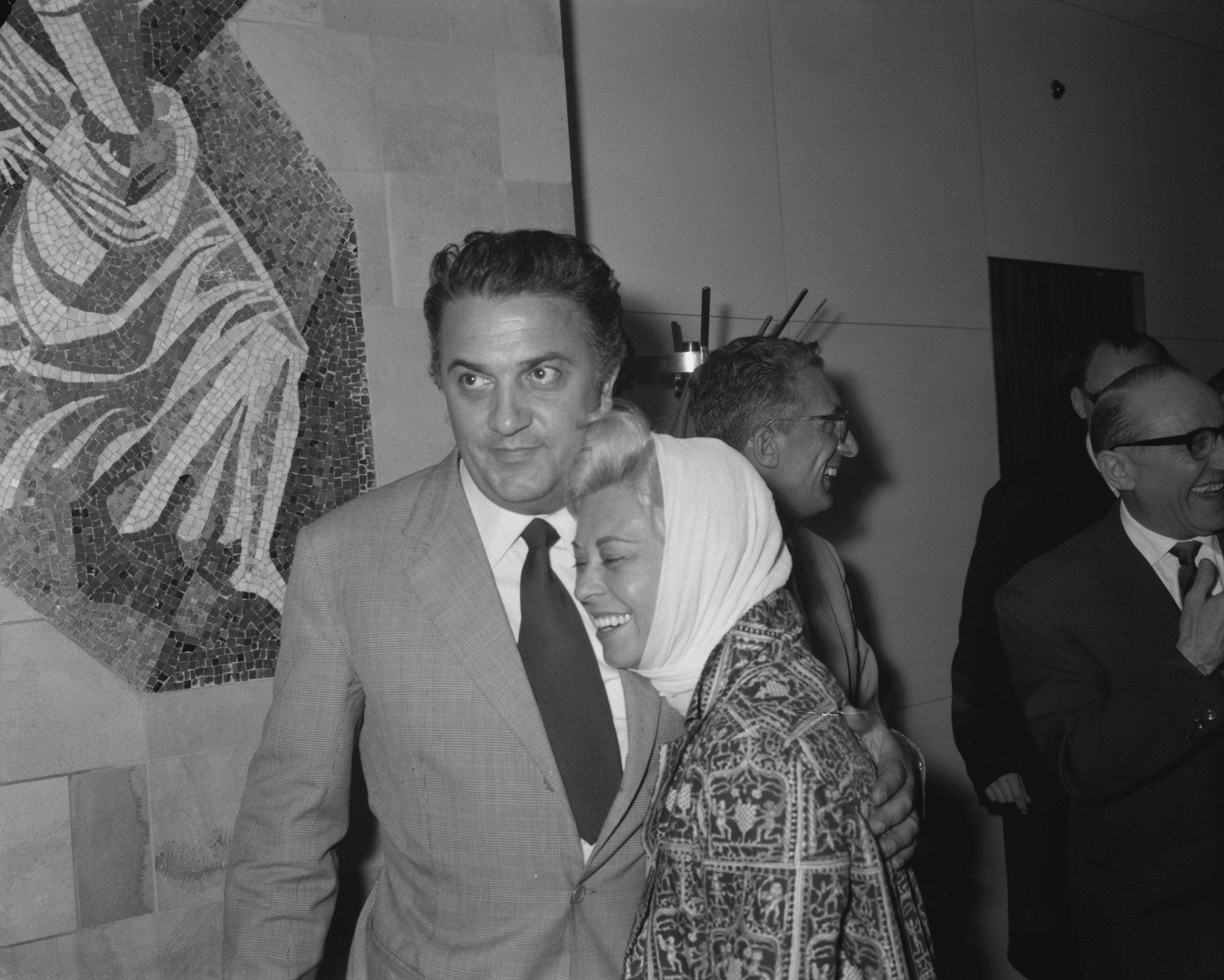
Феллини и Джульетта Мазина в 1960 году в Нидерландах

После менее известной ленты «Мошенники» (1955) Феллини создаёт ещё один шедевр — «Ночи Кабирии» (1957).
В жалкой доброте и трагической доверчивости героини фильма (её играла Джульетта Мазина) Феллини искал некий мистический смысл вечной борьбы Добра и Зла.

#### «Сладкая жизнь»
Вершиной творчества Федерико Феллини стал фильм 1960 года «Сладкая жизнь». Его следует рассматривать как философскую притчу об итальянском обществе, переживающем «экономическое чудо» после нескольких лет нищеты. Считают, что Феллини, прежде всего, хотел показать, как беспечна, пуста, бессмысленна жизнь, в которой царят одиночество, отчуждение, разобщение людей. Сам Феллини не соглашался с тем, как трактовали название его фильма. Режиссёр подразумевал, что жизнь состоит из волшебных мгновений, которые хочется пить, как сладкое вино. Но многие восприняли фильм как вызов обществу. Разве можно предаваться излишествам, когда вокруг столько бедняков? Но Феллини пытался объяснить, что сладость жизни доступна каждому, нужно просто уметь её распознать.
В Ватикане к картине отнеслись негативно, особое негодование вызвала сцена со стриптизом. Газета L’Osservatore Romano переименовала фильм в «Омерзительную жизнь» и помещала одну за другой разгромные статьи, требуя его запретить, а всякого, кто его посмотрит, отлучать от церкви.
5 февраля 1960 года на премьере в Капитоль де Милан один из зрителей плюнул режиссёру в лицо. Утверждают, что в тот вечер он и Мастроянни едва избежали линчевания. Героя Марчелло называли пьяницей, развратником, тунеядцем… Кто-то предлагал фильм сжечь, а Феллини лишить итальянского гражданства. Однако успех «Сладкой жизни» у демократических слоёв Италии и за рубежом заставил оппонентов замолчать. Очень скоро «Сладкую жизнь» назвали символом великой эпохи в итальянском кино.
Картина получила «Золотую пальмовую ветвь» на фестивале в Каннах и оказала значительное влияние на кинематографистов всего мира. В этом фильме превосходную актёрскую игру показал Марчелло Мастроянни, после чего у него с Федерико складывается на всю жизнь дружба и сотрудничество.
«Марчелло и я — это одно целое», — утверждал Феллини.

#### «Боккаччо-70»
В 1962 году вышел фильм сразу четырёх режиссёров — «Боккаччо-70». Пытаясь воссоздать дух «Декамерона», каждый автор снял новеллу, которая является законченным фильмом в фильме.

#### «Восемь с половиной»
Следующая, во многом автобиографичная картина «Восемь с половиной» (1963) получила множество премий, в том числе «Оскар» за лучший иностранный фильм и Главный приз на международном кинофестивале в Москве, благодаря которому супруги Феллини в первый раз посетили Советский Союз.
Марчелло Мастроянни, чья работа в фильме стала непревзойдённым шедевром, играл самого Феллини: его тоску, беспокойство, сомнения, постоянные поиски правды и ужас обыденности, «его ощущение кризиса жизни, пустой мишуры балагана и магию творческих преображений».

#### «Джульетта и духи»
Фильм «Джульетта и ду́хи» (1965) был задуман для Джульетты и о Джульетте. Феллини вынашивал его очень долго, ещё со времён «Дороги». Исполнители главных ролей — Марио Пизу и Мазина — сыграли тонко, убедительно, мастерски, однако фильм не вызвал особого восторга ни у критиков, ни у зрителя. А самому Феллини принёс немало хлопот: налоговые органы обвинили его в финансовых нарушениях. Суд постановил, что он должен доплатить в кассу государства 200 тысяч долларов. Несмотря на то, что приговор был явно несправедливым, Федерико ему подчинился и вместе с Джульеттой перебрался из шикарных апартаментов в скромную квартирку.

#### «Три шага в бреду»
В начале 1967 года Феллини оказался в больнице, причём он думал, что вот-вот умрёт, настолько сильными были боли в груди. Но на этот раз обошлось. Федерико писал, что жизнь для него теперь стала более важной и ценной: «Встреча со смертью мне доказала, как сильно я привязан к жизни».
В 1968 году Феллини вместе с Луи Маллем и Роже Вадимом экранизирует произведения Эдгара Аллана По «Духи смерти» (или «Три шага в бреду»). Под руководством таких мэтров кинематографа все актёры играют просто блестяще.

#### «Рим Феллини»
В 1969 году следует картина «Сатирикон Феллини» — грандиозная мистерия, воссоздающая на экране фантастический мир Римской империи времён упадка.
Через два года появляется незаметная комедия «Клоуны».
Федерико часто задавали вопрос, что для него значит Рим. Вместо ответа он снял «Рим Феллини» (1972). Фильм проникнут светлым чувством праздника, феерии, волшебной сказки, в которой переплетены собственные воспоминания режиссёра, впечатления от прочитанных книг и увиденных спектаклей, репортажно снятые кадры улиц и улочек Рима.

#### «Амаркорд»

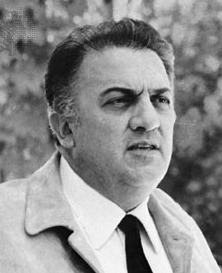
Феллини в 1970-е годы

Следующий фильм Феллини «Амаркорд» (1973, премия «Оскар») тоже рассказывал истории о городе, но теперь это был Римини, город его детства. Сценарий он написал вместе с поэтом Тонино Гуэррой. В картине много смешных персонажей и комических ситуаций. На местном диалекте Романьи «амаркорд» означает приблизительно «я вспоминаю». Это и есть тайный ключ к творчеству Феллини, уже поднявшегося на вершину славы, потребность окунуться в мир своего детства.
Феллини нравилось водить машину. У него был «Ягуар», потом он приобрёл «Шевроле», чуть позже «Альфа-Ромео». В начале 1970-х под колёса его автомобиля едва не угодил мальчик-велосипедист, который отделался лёгким испугом, но потрясённый Феллини тут же за бесценок продал машину немецкому туристу, а сам с тех пор за руль больше не садился и предпочитал пешие прогулки.

#### «Казанова Федерико Феллини»
Его новый фильм «Казанова Федерико Феллини» (1976) — вольное переосмысление мемуаров знаменитого авантюриста XVIII века — вызвал некоторое разочарование у части критиков и зрителей, то ли недовольных трактовкой образа Казановы, то ли подавленных избыточным буйством фантазии Феллини. Феллини с неохотой взялся за эту постановку и позднее признавался, что Казанова вызывает у него отвращение, а мемуары «знаменитого любовника» кажутся телефонной книгой.

#### «Репетиция оркестра»
Феллини не любил перерывов в работе. Телефильм «Репетиция оркестра» (1979) он снял всего за 16 дней. Шесть недель ушло на монтаж и озвучивание. Лента проста по своей сюжетной организации. Этот фильм-притча вызвал лавину рецензий и откликов в итальянской печати, причём каждый толковал его по-своему.

### Поздние годы
В 1980-х Феллини поставил всего четыре фильма.
В 1980 году вышла драма «Город женщин» с Мастроянни в главной роли, наполненная личными переживаниями, образами и метафорами.
Притча 1983 года «И корабль плывёт…». Взят исторический факт, взяты вполне реальные герои, но как всё сыграно, как всё гораздо объёмнее простого события в истории, где замешаны как человеческие взаимоотношения, политика, отношения между разными слоями в обществе… и как всё порой это безразлично и не нужно!
«Джинджер и Фред» (1986) об итальянских танцорах Фреде (Мастроянни) и Джинджер (Мазина), копировавших знаменитую на весь мир американскую пару Фред Астер и Джинджер Роджерс, а также исповедальное «Интервью» (1987), в котором Мастроянни возвращается вместе с Анитой Экберг в «Сладкую жизнь».
В своей последней картине «Голос луны» (1990) по повести Эрманно Каваццони режиссёр представил мир с точки зрения безобидного помешанного, только что вышедшего из психбольницы.

### Смерть

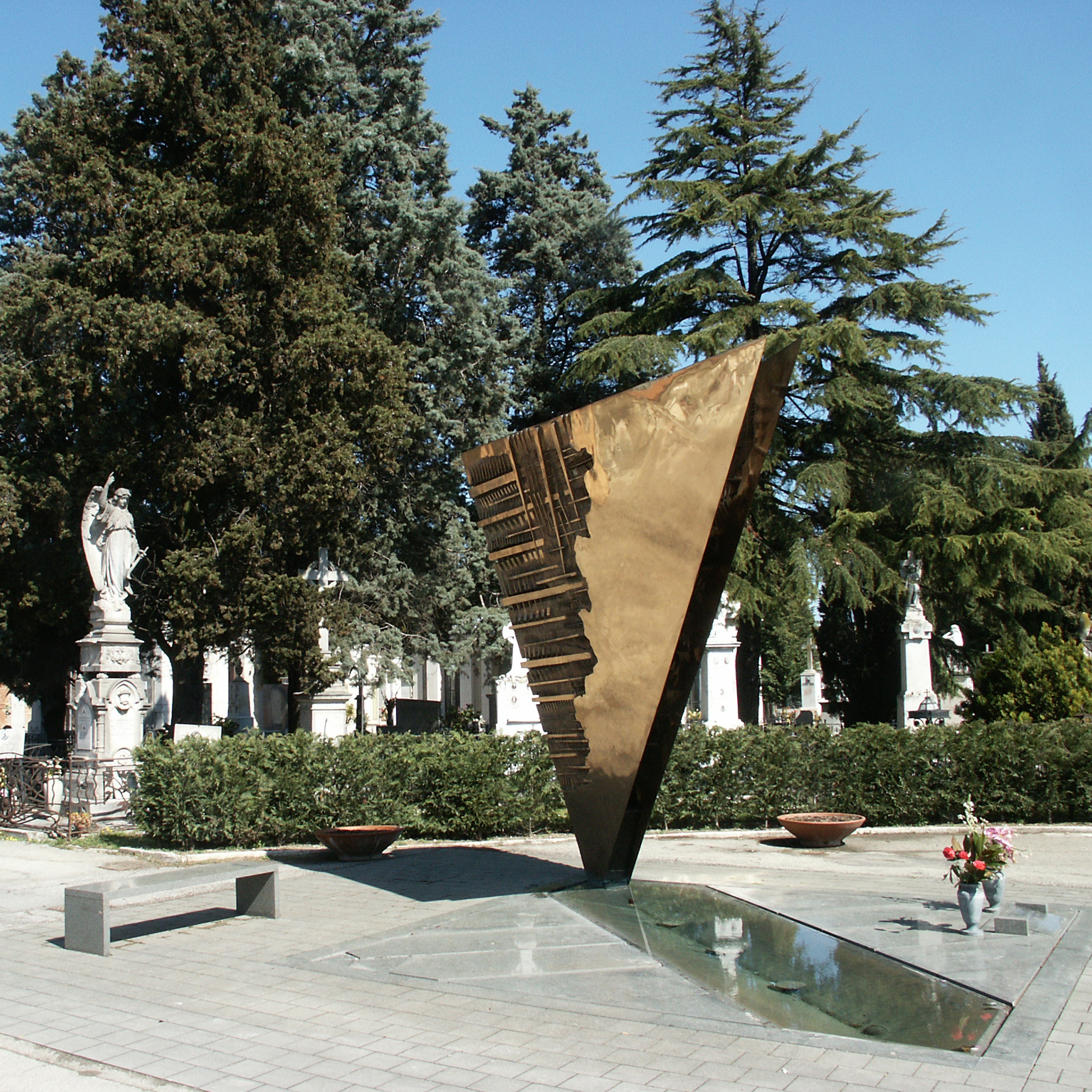
Могила Федерико Феллини и Джульетты Мазины

В марте 1993 года режиссёр получил почётного «Оскара» за вклад в киноискусство. 30 октября Федерико и Джульетта Мазина собирались отпраздновать в кругу друзей золотую свадьбу, однако 15 октября Феллини госпитализировали с инсультом. 31 октября, через 50 лет и один день после свадьбы с Джульеттой, Феллини скончался.
Когда Италия хоронила знаменитого режиссёра, движение в Риме было остановлено. Многотысячная толпа провожала траурный кортеж аплодисментами по дорогам Италии — от Рима до его родного города Римини. Похоронен Федерико Феллини на монументальном кладбище Римини.
Джульетта Мазина, больная раком лёгких, пережила мужа на пять месяцев. Перед смертью 23 марта 1994 года она выразила желание быть погребённой с фотографией Федерико в руке.

## Фильмография
| Год  |     | Русское название          | Оригинальное название           | Роль                                                                        |
| ---- | --- | ------------------------- | ------------------------------- | --------------------------------------------------------------------------- |
| 1951 | ф   | Огни варьете              | Luci del Varietà                | режиссёр (совместно с Альберто Латтуадой), сценарист                        |
| 1952 | ф   | Белый шейх                | Lo Sceicco Bianco               | режиссёр, сценарист                                                         |
| 1953 | ф   | Маменькины сынки          | I Vitelloni                     | режиссёр, сценарист                                                         |
| 1954 | ф   | Дорога                    | La Strada                       | режиссёр, сценарист                                                         |
| 1955 | ф   | Мошенники                 | Il bidone                       | режиссёр, сценарист                                                         |
| 1957 | ф   | Ночи Кабирии              | Le notti di Cabiria             | режиссёр, сценарист                                                         |
| 1960 | ф   | Сладкая жизнь             | La Dolce Vita                   | режиссёр, сценарист                                                         |
| 1963 | ф   | Восемь с половиной        | 8½                              | режиссёр, сценарист                                                         |
| 1965 | ф   | Джульетта и ду́хи          | Giulietta degli Spiriti         | режиссёр, сценарист                                                         |
| 1969 | док | Дневник режиссёра         | Block-notes di un regista       | режиссёр, сценарист, камео                                                  |
| 1969 | ф   | Сатирикон Феллини         | Fellini — Satyricon             | режиссёр, сценарист                                                         |
| 1970 | док | Чао, Федерико !           | Ciao Federico !                 | камео (фильм Гидеона Бахмана (нем. Gideon Bachmann) о съёмках «Сатирикона») |
| 1970 | тф  | Клоуны                    | I Clowns                        | режиссёр, сценарист, главная роль                                           |
| 1972 | ф   | Рим                       | Fellini Roma                    | режиссёр, сценарист                                                         |
| 1973 | ф   | Амаркорд                  | Amarcord                        | режиссёр, сценарист                                                         |
| 1976 | ф   | Казанова Федерико Феллини | Il Casanova di Federico Fellini | режиссёр, сценарист                                                         |
| 1978 | ф   | Репетиция оркестра        | Prova d’Orchestra               | режиссёр, сценарист                                                         |
| 1980 | ф   | Город женщин              | La Citta' delle Donne           | режиссёр, сценарист                                                         |
| 1983 | ф   | И корабль плывёт…         | E la Nave Va                    | режиссёр, сценарист                                                         |
| 1986 | ф   | Джинджер и Фред           | Ginger e Fred                   | режиссёр, сценарист                                                         |
| 1987 | ф   | Интервью                  | Intervista                      | режиссёр, сценарист, камео                                                  |
| 1990 | ф   | Голос луны                | La voce della Luna              | режиссёр, сценарист                                                         |

Эпизоды в киноальманахах 
- 1953 — Любовь в городе / L’Amore in Città (эпизод «Брачное агентство» / «Agenzia matrimoniale»)
- 1962 — Боккаччо-70 / Boccaccio '70 (эпизод «Искушение доктора Антонио» / «Le Tentazioni Del Dottor Antonio»)
- 1968 — Три шага в бреду / Histoires Extraordinaires (эпизод «Тоби Даммит» / «Toby Dammit»)

## Призы и премии
- 1958 — Премия «Оскар» за лучший фильм на иностранном языке («Ночи Кабирии»)
- 1960 — «Золотая пальмовая ветвь» Каннского кинофестиваля за фильм «Сладкая жизнь»
- 1963 — Главный приз Московского кинофестиваля за фильм «Восемь с половиной»
- 1964 — Премия «Оскар» за лучший фильм на иностранном языке («Восемь с половиной»)
- 1966 — Премия «Золотой глобус» за фильм «Джульетта и духи»
- 1976 — Премия «Оскар» за лучший фильм на иностранном языке («Амаркорд»)
- 1977 — Оскар за лучший дизайн костюмов в фильме «Казанова»
- 1978 — Премия BAFTA за фильм «Казанова»
- 1985 — Почётный золотой лев Венецианского кинофестиваля за вклад в киноискусство
- 1987 — Золотой приз Московского кинофестиваля за фильм «Интервью»
- 1990 — Императорская премия (Япония)
- 1993 — Почётный «Оскар» «За вклад в киноискусство»

## Память

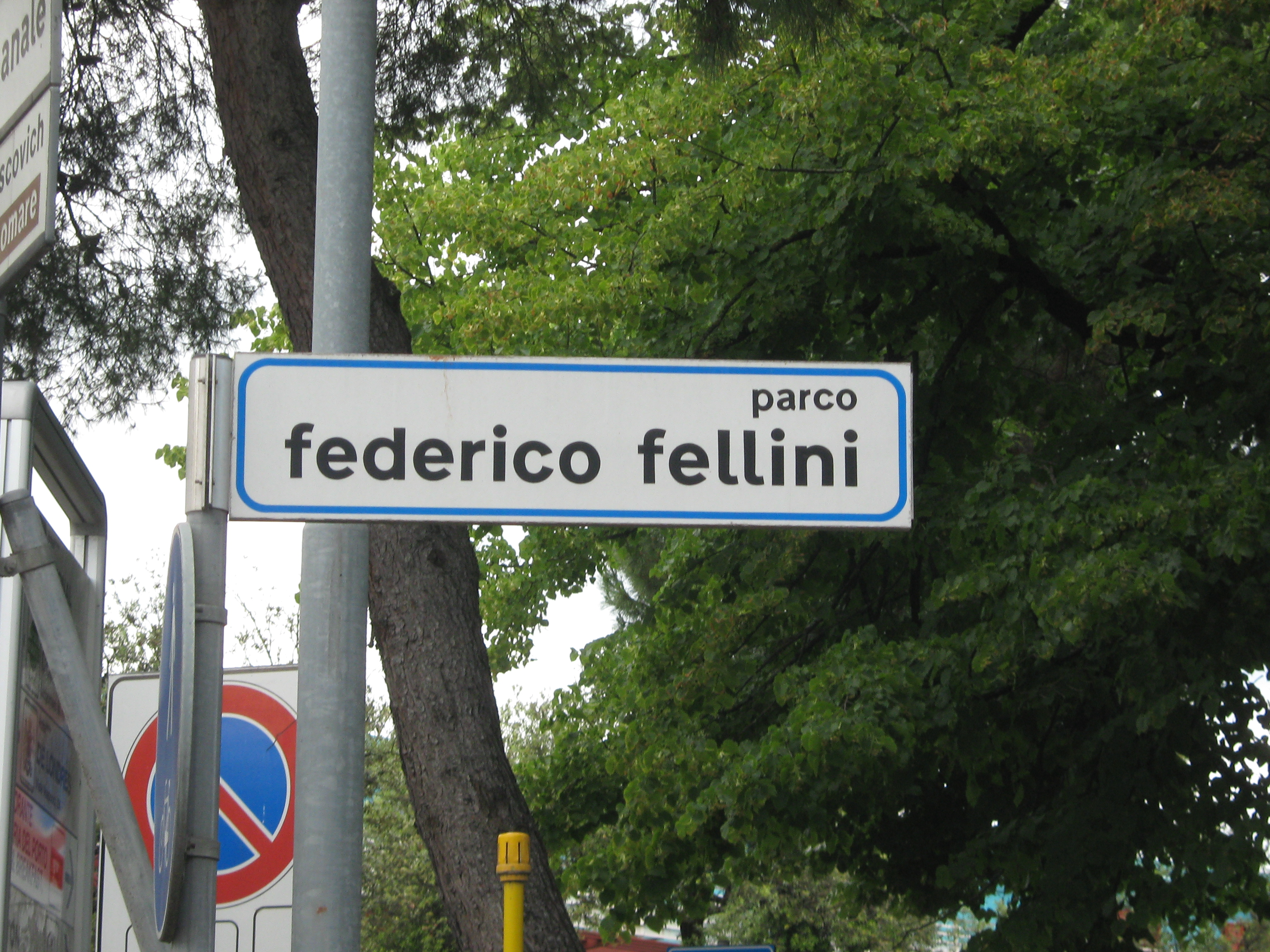
Указатель у парка имени Федерико Феллини в Римини

- В Римини, родном городе режиссёра Федерико Феллини, есть множество улиц и памятников, которые были установлены в его честь.
- В честь режиссёра был назван аэропорт в Римини.
- В Римини находится тематический музей «Музей Феллини», который полностью посвящен жизни и творчеству этого выдающегося режиссёра[9][10].

- Федерико Феллини посвящены песни:
  - Би-2 feat. Сплин — «Феллини»[11]
  - Galibri & Mavik — «Федерико Феллини»[12]

Также в 2014 году международный духовой оркестр Blue Devils Drum and Bugle Corps представил свою программу Felliniesque — музыкальное шоу, вдохновлённое творчеством и жизнью режиссёра.